# Cratere Ninsum
Ninsum è un cratere sulla superficie di Ganimede.